# Cristian Lucian Munteanu
Cristian Lucian Munteanu (n. 17 octombrie 1980, Arad) este un fotbalist român legitimat la clubul de fotbal FC Viitorul. Poziția de bază pe care joacă este cea de mijlocaș defensiv, dar poate juca și pe posturile de fundaș central sau lateral.
Munteanu a început fotbalul la echipa locală West Petrom Arad, din Liga a III-a. După un sezon a fost transferat la echipa FC Bihor Oradea, acolo impunându-se rapid în primul 11. După patru sezoane și jumătate este cumpărat de clubul FC Sopron din Prima Ligă maghiară. După 35 de meciuri, Munteanu a ajuns la Politehnica Iași în pauza de vară a anului 2007, unde s-a reîntâlnit cu vechiul antrenor de la FC Bihor, Ionuț Popa.
În 2010, după retrogradarea echipei Politehnica Iași în Liga a II-a, Munteanu s-a transferat la FCM Târgu Mureș.